# 安浩永
安浩永（：／ Ahn Ho-young，1965年10月11日—），大韓民國自由派政治人物，第20到21屆國會議員。